# Pera do Moço
Pera do Moço es una freguesia portuguesa del concelho de Guarda, con 20,80 km² de superficie y 833 habitantes (2001). Su densidad de población es de 40,0 hab/km².